# Беерле-Моор, Марианна
Марианна Беерле-Моор (род. 23 октября 1943, Швейцария) — доктор философии, лингвист, специалист в области языкознания и этнолингвистики (кавказоведение, грамматика лезгинского языка), директор Института перевода Библии в Москве.

## Биография
Родилась в 1943 г. в Швейцарии.
Окончила Богословский институт в г. Колдин (Дания).
Окончила Педагогический факультет Фрибургского университета (Швейцария). Работала логопедом в школах и больницах Швейцарии и Англии.
Окончила Факультет языкознания Цюрихского университета (Швейцария).
Три года жила в Турции, в лезгинской деревне, занимаясь лезгинским языком и диалектами турецкого.
В 1984 г. защитила диссертацию по проблемам глагола в лезгинском языке.
С 1994 г. Марианна Беерле-Моор живёт и работает в России, где с 1997 по 2013 гг. она руководит Институтом перевода Библии.
С 1 октября 2013 г. М. Беерле-Моор продолжает работу в качестве научного консультанта лезгинского проекта Института перевода Библии.

## Область исследований
Марианна Беерле-Моор много времени посвятила изучению социолингвистических проблем дагестанских языков в Турции, что послужило основой для последующих разработок в этой области, долгое время остававшейся совершенно не исследованной. Она является автором ряда статей о морфологическом анализе глагола в лезгинском и существительном в чеченском языках. Результаты её исследовательской деятельности позволили усовершенствовать описание грамматической системы этих языков.
Одна из областей научных интересов Марианны Беерле-Моор — изучение роли переводов Библии в сохранении и развитии языков, находящихся под угрозой исчезновения.

## Труды
- Language Vitality Through Bible Translation. (Co-editor) // Berkeley Insights in Linguistics and Semiotics. — Berlin: Peter Lang Publishing, 2015. — Vol. 95.
- Studien Zum Lesgischen Verb. — Wiesbaden: Harrassowitz, 1985.

## Перевод Библии на языки коренных народов России/СНГ
Самым большим вкладом Марианны Беерле-Моор в обогащение лингвистической, культурологической и богословской науки можно считать её деятельность по переводу Библии на языки народов бывшего СССР. Применяя свои знания в области богословия, языкознания и этнолингвистики, Марианна Беерле-Моор сумела организовать работу российской организации «Институт перевода Библии», которая занимается переводом Священного Писания на 65 языков народов России и других стран СНГ. Более чем на 50 из них перевод и издание Библии или отдельных её частей уже[когда?] осуществлены. Марианна Беерле-Моор сама участвует в переводческой работе, являясь научным консультантом ряда переводческих проектов.

## Награды
В феврале 2003 года за просветительскую деятельность и заслуги в деле духовного и нравственного становления российского общества Марианна Беерле-Моор была награждена орденом «За служение Отечеству» святых Великого князя Дмитрия Донского и Преподобного игумена Сергия Радонежского III степени.
В мае 2005 г. указом Президента Республики Саха (Якутия) за большой личный вклад в возрождение духовности и перевод Нового Завета на якутский язык она была награждена знаком отличия «Гражданская доблесть».
В мае 2005 г. доктору философии Марианне Беерле-Моор, было присуждено звание почетного доктора РАН (Honoris causa). Решение о присуждения звания было принято Президиумом РАН по представлению Отделения Историко-филологических наук РАН, учитывая подвижнический труд Марианны Беерле-Моор, её плодотворную деятельность по переводу Библии на неславянские языки народов России/СНГ, а также научный вклад в области языкознания и этнолингвистики.
В ноябре 2009 г. указом Президента Республики Калмыкия М. Беерле-Моор была вручена государственная награда Республики Калмыкии медаль «Навеки вместе» за «большой вклад в укрепление дружбы народов, межнационального мира и согласия».
В сентябре 2013 г. Петропавловской и Камчатской епархией совместно с общественностью Камчатского края д-ру Марианне Беерле-Моор было присвоено звание Лауреата Премии «Просветитель» им. Святителя Иннокентия (Вениаминова) «за благодатный труд по организации перевода и издания книг Нового Завета на корякском и ительменском языках».
В мае 2014 г. М. Беерле-Моор была удостоена Патриаршей грамоты от Патриарха Московского и Всея Руси Кирилла «Во внимание к многолетним трудам по переводу Библии на языки народов России и в связи с 70-летием со дня рождения».